# Ontario Lacus
Ontario Lacus je jezero sastavljeno od metana, etana i propana u blizini južnog pola Saturnovog mjeseca Titana. Njegov karakter ugljikovodičnog jezera potvrđen je opažanjima svemirske letjelice Cassini, objavljenim u izdanju časopisa Nature od 31. srpnja 2008. godine. Ontario Lacus ima površinu od oko 15,000 kilometara kvadratnih, oko 20% manje od svog zemaljskog imenjaka, jezera Ontario u Sjevernoj Americi. U travnju 2012. objavljeno je da jezero možda više sliči močvari.

## Obale
12. siječnja 2010. godine, Cassini je snimio detaljniju radarsku sliku Ontario Lacusa koja pokazuje brojne površinske značajke. Na sjevernoj obali nalaze se niska brda, vjerojatno visoka oko 1 kilometar, i poplavljene riječne doline. Na sjeveroistočnom dijelu jezera može se vidjeti glatka obala isklesana valovima, poput jugoistočne strane jezera Michigan. Glatke linije paralelne s trenutnom obalnom linijom mogle bi se stvarati niskim valovima tijekom vremena, koje vjerojatno pokreću vjetrovi koji pušu sa zapada ili jugozapada. Na jugoistočnoj obali nalazi se okrugla uvala usječena u obalu.
Srednji dio zapadne obale ima dobro razvijenu riječnu deltu uočenu na Titanu, pokazujući da se tekući ugljikovodici koji se slijevaju iz više ravnica prebacili kanale na svom putu u jezero. Primjeri ove vrste prebacivanja kanala i delta modificiranih valovima mogu se naći na Zemlji na južnom kraju jezera Albert između Ugande i Demokratske Republike Kongo u Africi te u ostacima drevnog jezera poznatog pod nazivom Megačad u afričkoj državi Čad.

## Povlačenje obala
Infracrvena promatranja pokazuju da se jugozapadna obala jezera povukla za 9-11 km tijekom četiri godine (2005. – 2009.), očito zbog isparavanja tijekom suhe jeseni na južnoj polutki. Tijekom istog intervala nije primijećena promjena na južnoj ili jugoistočnoj obali, što ukazuje na strmije padine na tom dijelu jezera. Suprotno tome, veličine jezera sjeverne polutka i mora bile su puno stabilnije.

## Dubina
Prema zemaljskim standardima, čini se da je jezero izuzetno plitko. Radarska mjerenja izvršena u srpnju 2009. i siječnju 2010. pokazuju prosječnu dubinu od 0,4 - 3,2 m, a maksimalnu dubinu od 2,9 - 7,4 m. To jezeru daje procijenjeni obujam od 7 do 50 km3, manje od jedne tridesetine zapremine Ontario na Zemlji. Notorno plitko jezero Okeechobee na Floridi ima sličnu dubinu.

## Geomorfologijaihidrologija
Ontario Lacus može nalikovati polusušnoj plitkoj udubini koja leži u aluvijalnoj ravnici gdje se visina vodostaja (tekućih ugljikovodika) uzdiže iznad nadmorske visine poda, analogno močvari Etosha u Namibiji. Pomoću hidroloških modela otjecanja pronađeni su dokazi za opsežno slivno područje jezera, što sugerira da su sezonske kiše možda odgovorne za punjenje tekućina u lokalnoj depresiji. Ova situacija može biti analogna kratkotrajnom punjenju jezera Eyre u Australiji zbog izrazito velikog sliva i polusušne klime u središnjoj Australiji.

## Valovi
Svi valovi na jezeru također su daleko manji od onih koji bi bili na većem tijelu tekuće vode na Zemlji; njihova procijenjena maksimalna visina bila je manja od 3 mm tijekom promatranja radarskog zrcalnog odraza tijekom Cassinijevog preleta T49 u srpnju 2009. Na Titanu se valovi mogu generirati pri nižim brzinama vjetra nego na Zemlji, zbog četiri puta veće atmosferske gustoće, a trebali bi biti i sedam puta veći pri određenoj brzini vjetra, jer je Titanova površinska gravitacija jaka kao sedmina Zemljine gravitacije. S druge strane, čisti tekući metan tek je upola toliko gust kao voda i možda uopće nije dovoljno gust da tvori val, usporediv s izgradnjom pijeskovitog dvorca sa suhim pijeskom. Alternativno, nedostatak valova mogao bi ukazivati ili na brzinu vjetra manju od 0,5 m/s, ili neočekivano viskozni sastav tekućine za miješanje ugljikovodika. U svakom slučaju, očigledna prisutnost plaža stvorenih valovima na sjeveroistočnoj obali jezera sugerira da se ponekad stvaraju znatno viši valovi.

## Izv0ri
1. ↑  NASA Confirms Liquid Lake On Saturn Moon. NASA. 30. srpnja 2007. Inačica izvorne stranice arhivirana 9. listopada 2011. Pristupljeno 30. srpnja 2007.
2. ↑  Cassini Finds Titan Lake is Like a Namibia Mudflat - NASA. Inačica izvorne stranice arhivirana 6. svibnja 2012. Pristupljeno 1. studenoga 2020.
3. ↑  Catalog Page for PIA13172. photojournal.jpl.nasa.gov. Pristupljeno 30. svibnja 2019.
4. ↑  Turtle, E. P. 15. veljače 2011. Shoreline retreat at Titan's Ontario Lacus and Arrakis Planitia from Cassini Imaging Science Subsystem observations. Icarus. 212 (2): 957–959
5. 1 2  Wall, Mike. 17. prosinca 2010. Saturn Moon's 'Lake Ontario': Shallow and Virtually Wave-free. Space.com. Pristupljeno 19. prosinca 2010.
6. ↑  Cornet, T. 1. travnja 2012. Geomorphological significance of Ontario Lacus on Titan: Integrated interpretation of Cassini VIMS, ISS and RADAR data and comparison with the Etosha Pan (Namibia) (PDF). Icarus (engleski). 218 (2): 788–806
7. ↑  Dhingra, Rajani D. 1. siječnja 2018. Large catchment area recharges Titan's Ontario Lacus. Icarus (engleski). 299: 331–338
8. ↑  Wye, Lauren. 2. prosinca 2009. Titan's Ontario Lacus: Smoothness Constraints from Cassini RADAR (video). SETI Institute Colloquium Series. CosmoLearning. Inačica izvorne stranice (slide set) arhivirana 20. srpnja 2011. Pristupljeno 21. prosinca 2010.

## Vanjske poveznice
- Videozapisi JPL-a koji opisuju nedavna otkrića o Ontario Lacusu
- Staff. 3. kolovoza 2008. Titan's Ethane Lake. Astrobiology Magazine. Inačica izvorne stranice arhivirana 13. ožujka 2010. Pristupljeno 1. studenoga 2020.